# قائمة زملاء الجمعية الملكية المنتخبين في 1953
هذه الصفحة تعرض قائمة زملاء الجمعية الملكية المُنتخبين لعام 1953.

## الزملاء
- George Hoole Mitchell [الإنجليزية]‏
- Victor Rothschild, 3rd Baron Rothschild [الإنجليزية]‏
- Ernest Gale [الإنجليزية]‏
- John Stuart Anderson [الإنجليزية]‏
- John Charles Burkill [الإنجليزية]‏
- تشارلز سذرلاند إلتون
- David Whitteridge [الإنجليزية]‏
- Willis Jackson, Baron Jackson of Burnley [الإنجليزية]‏
- David Shoenberg [الإنجليزية]‏
- Alfred Gordon Gaydon [الإنجليزية]‏

## الأعضاء الأجانب
- Robert Courrier [الإنجليزية]‏
- لويس دي بروي
- هرمان مولر